# 布鲁诺·博赫
布鲁诺·博赫（德語：Bruno Boche，1897年5月28日—1972年4月1日），德国男子曲棍球运动员，场上位置是前锋。他曾代表德国参加1928年夏季奥林匹克运动会曲棍球比赛，获得一枚铜牌。